# Luigi Ingrassia
Luigi Ingrassia (Porto Empedocle, 27 marzo 1909 – Palermo, 5 settembre 1970) è stato un calciatore italiano, di ruolo centrocampista.

## Biografia
Ad appena 24 anni concluse la carriera sportiva per continuare gli studi in medicina, conseguendo quindi la laurea.

## Caratteristiche tecniche
Giocava come mediano.

## Carriera
Ha guidato il Palermo alla vittoria del campionato di Prima Divisione nel 1929-1930 e di Serie B nel 1931-1932.
Esordì in Serie A con la maglia del Palermo il 6 novembre 1932 in Palermo-Alessandria (1-1), collezionando 25 presenze in quel campionato.
La sua ultima partita in carriera fu un Palermo-Milan 2-1 del 17 dicembre 1933. In massima serie totalizza, così, 26 presenze.

## Palmarès
- Campionato italiano di Serie B: 1

Palermo: 1931-1932
- Campionato di Prima Divisione: 1

1929-1930 (girone D)